# Joumana Seif

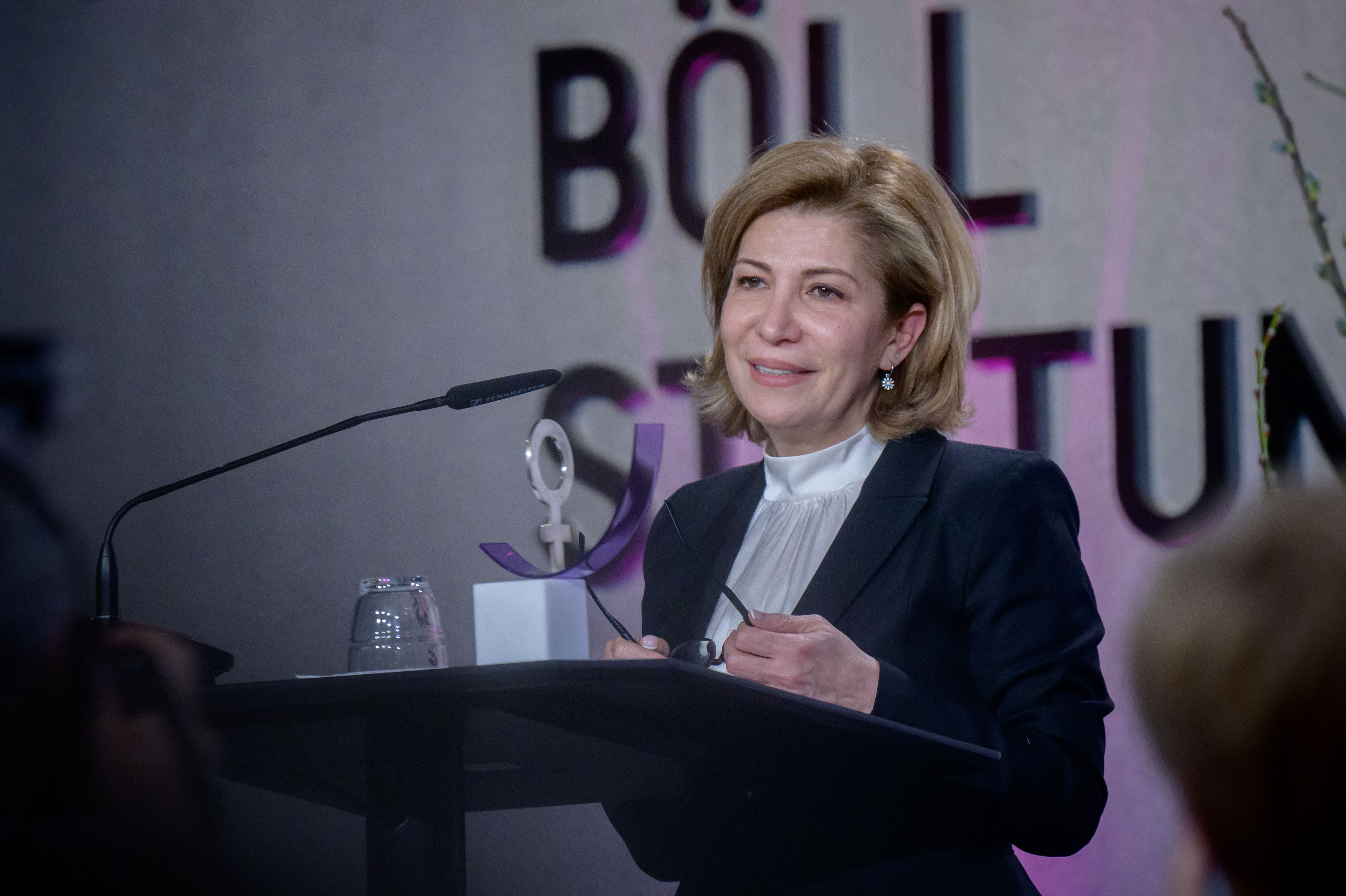
Joumana Seif (2023) bei der Verleihung des Anne-Klein-Frauenpreises

Joumana Seif (geboren 1970 in Damaskus) ist eine syrische Juristin, Frauenrechtlerin und Menschenrechtsaktivistin.

## Leben und Wirken
Joumana Seif wuchs mit zwei Brüdern in einem konservativen Stadtteil von Damaskus behütet und privilegiert auf. Ihr Vater Riad Seif war Textilfabrikant. Sie studierte nach dem Abitur französische Literatur, brach aber ab und arbeitete im Textilunternehmen ihres Vaters. Hier durchlief sie alle Abteilungen und übernahm die Leitung der von ihr etablierten Abteilung für Sozialfürsorge und Entwicklung. Außerdem war sie für Qualitätsinnovation, Bildungsprogramme, Gesundheitsfürsorge und Soziales verantwortlich. Daneben war sie Mitglied der Industriekammer sowie im Rat der Geschäftsfrauen in Damaskus.
Erst 2003 entschloss sie sich, Rechtswissenschaften an der Arabischen Universität Beirut (Libanon) und an der Universität Damaskus (Syrien) zu studieren, nachdem sie sich bereits viele Jahre als Menschenrechtsaktivistin der syrischen Demokratiebewegung engagiert hatte. Sie folgte darin ihrem Vater, der vom syrischen Staat 2000 mit seiner Firma in den Bankrott getrieben und ab 2001 inhaftiert worden war.
Nachdem Joumana Seif 2003 für ihren Vater den Menschenrechtspreis der Stadt Weimar entgegengenommen hatte, nahmen die Repressalien gegen sie zu. Dennoch war sie bis 2012 aktives Mitglied der Damascus Declaration, einem oppositionellen Zusammenschluss in Syrien, der im Untergrund tätig war.
2012 verließ sie Syrien aufgrund von Morddrohungen gegen ihren inhaftierten Vater, gegen sie selbst und ihre drei Kinder. 2013 kam sie nach Deutschland, wo sie seitdem mit ihrer Familie in Berlin im Exil lebt und arbeitet.
Im Jahr 2013 war sie Mitgründerin des Syrian Women’s Network. Dies setzt sich für Geschlechtergerechtigkeit und die Einbindung von Frauen in die politischen Entscheidungen eines zukünftigen Syriens ein. Ein Jahr später war sie Mitgründerin der Syrian Feminist Lobby, die sich unabhängig und überparteilich für gleiche politische Rechte für Frauen und Männer in Syrien starkmacht. 2017 war sie Mitgründerin des Syrian Women’s Political Movement, welches erreichen will, dass Frauen mindestens 30 Prozent der aktiv an politischen Entscheidungen Beteiligten darstellen.
In Deutschland begleitete sie zwischen 2020 und 2022 das Al-Khatib-Verfahren am Oberlandesgericht Koblenz, dem weltweit ersten Prozess wegen Staatsfolter in Syrien, bei dem syrische Überlebende vor Gericht zu Folter und sexueller Gewalt in der Damaszener Geheimdienstabteilung Al Khatib aussagten.
Im Mai 2017 kam Joumana Seif als wissenschaftliche Mitarbeiterin zum ECCHR-Programmbereich Völkerstraftaten und rechtliche Verantwortung. Seit März 2022 ist sie Rechtsberaterin des ECCHR (Europäisches Zentrum für Verfassungs- und Menschenrechte) zu den Schwerpunkten Syrien und sexuelle und geschlechtsspezifische Gewalt.

## Auszeichnung

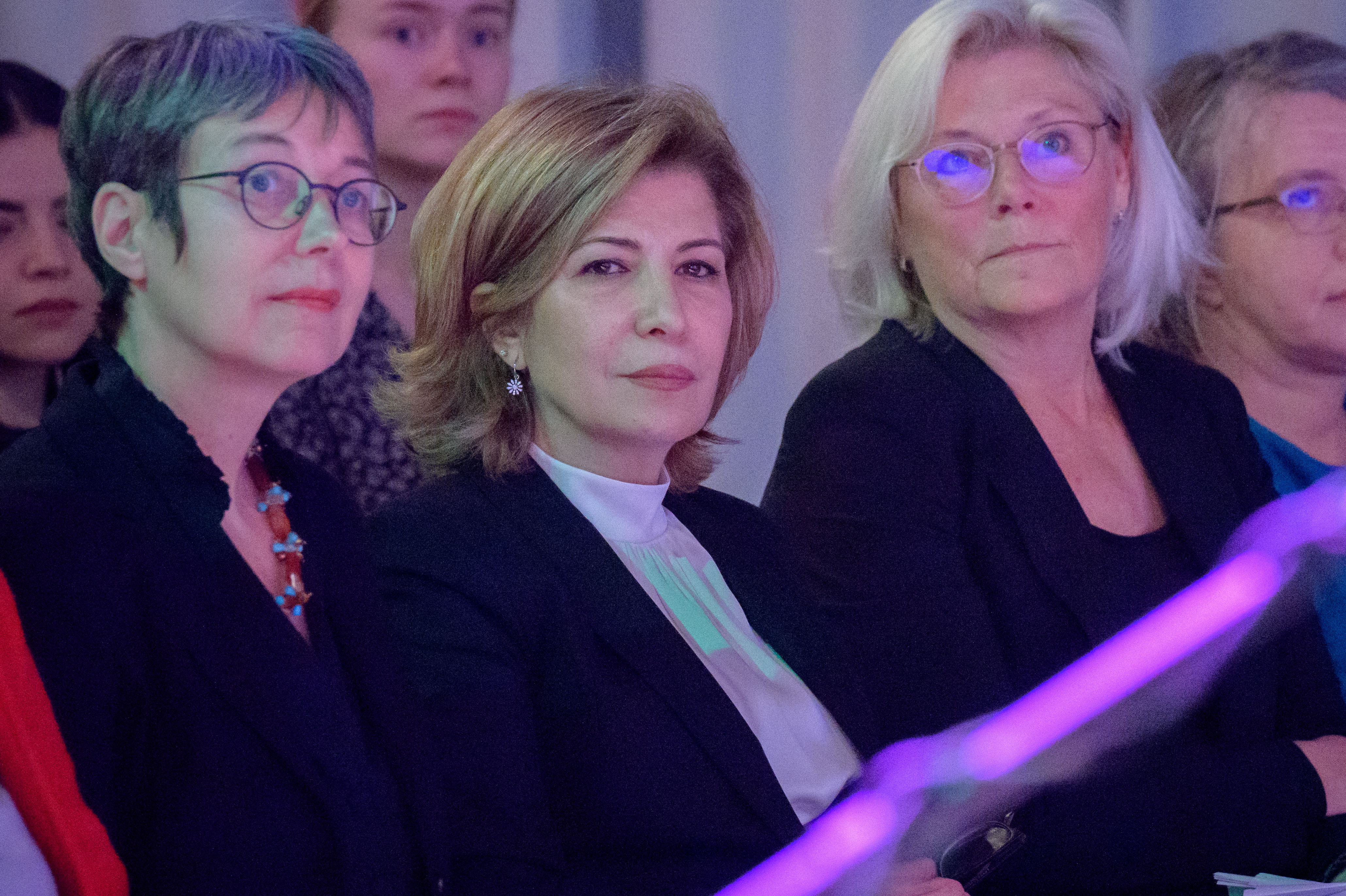
Joumana Seif (2023)

Für ihr Engagement wurde ihr 2023 der Anne-Klein-Frauenpreis der Heinrich-Böll-Stiftung verliehen. Die Jury begründete die Entscheidung, dass es engagierten Juristinnen wie Jouama Seif zu verdanken sei, „dass  sexualisierte Gewalt als systematisch eingesetzte Kriegswaffe eingestuft und in internationalen Verfahren als Verbrechen gegen die Menschlichkeit juristisch verfolgt und verurteilt werden kann“.